# زالزلیتسه
زالزلیتسه (به لاتین: Zálezlice) یک منطقهٔ مسکونی در جمهوری چک است که در شهرستان میلنیک واقع شده‌است. زالزلیتسه ۷٫۶۱ کیلومتر مربع مساحت و ۳۸۲ نفر جمعیت دارد و ۱۶۳ متر بالاتر از سطح دریا واقع شده‌است.